# Klimadiagram
Et klimadiagram en grafisk fremstilling af klimaet på en bestemt lokalitet. Man bruger to sæt data: dels den gennemsnitlige temperatur og dels nedbørsmængden. Begge dele angives måned for måned.
I sig selv er disse diagrammer ikke så enestående, men de giver et godt overblik, når man vil sammenligne klimaet for flere forskellige steder på kloden. Det kan f.eks. være meget nyttigt for havedyrkere at kunne sammenligne klimatal for deres eget hjemsted med tal for planternes oprindelige voksested. Der er mange arter, hvor hjemstedets forhold er så forskellige fra danske vilkår, at det er umiddelbart synligt at de næppe vil kunne klare sig her.